# Le Drennec
Le Drennec is een gemeente in het Franse departement Finistère (regio Bretagne). De plaats maakt deel uit van het arrondissement Brest. Le Drennec telde op 1 januari 2022 1.911 inwoners.

## Geografie
De oppervlakte van Le Drennec bedroeg op 1 januari 2022 9,5 vierkante kilometer; de bevolkingsdichtheid was toen 201,2 inwoners per km².

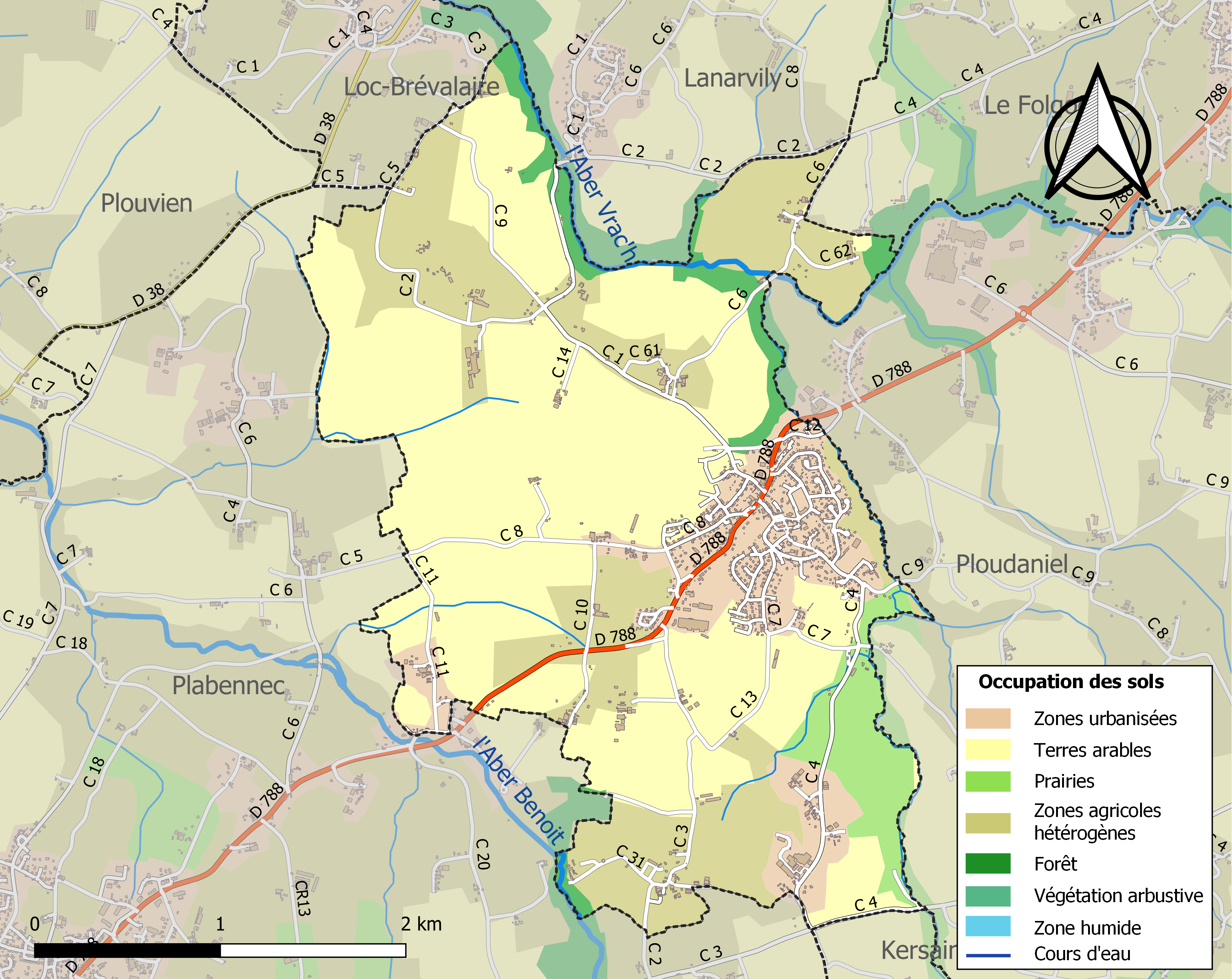
Kaart van de gemeente met belangrijkste infrastructuur, bodemgebruik en omliggende gemeenten

## Demografie
Onderstaande figuur toont het verloop van het inwonertal (bron: INSEE-tellingen).